# Lispocephala caliginosa
Lispocephala caliginosa är en tvåvingeart som beskrevs av Hardy 1981. Lispocephala caliginosa ingår i släktet Lispocephala och familjen husflugor. Inga underarter finns listade i Catalogue of Life.